# 松木安太郎の「バーンってやってドーン!」
『松木安太郎の「バーンってやってドーン!」』は2015年10月から2016年9月まで、JAPAN FM NETWORKの一部地方局で放送されたトーク番組である。
サッカー解説を中心としたスポーツ評論家・サッカー指導者として知られる松木安太郎と、フリーアナウンサー・タレントの古賀麻里沙がパーソナリティーを務め、スポーツ界を中心にしたゲストとともに、悩み多き現代社会に感覚と勢いを持って生きていくためのヒントを探っていく。

## ゲスト
- 1　なし（自己紹介）
- 2・3　小池理雄（原宿にある「小池精米店」店主・お米マイスター）
- 4・5　村上宏貴（プロゴルファー、ゴルフ工房 ザ・クラブワークス 代表者）
- 6・7　齋藤寿広（国立研究開発法人 農業・食品産業技術総合研究機構・果樹研究所）
- 8・9　江口文陽（東京農業大学森林総合科学科教授）
- 10・11　是枝伸子（デンタル美顔プロデューサー）
- 12・13　木原誠太郎
- 14・15・16　飯塚敦